# Kiril Pejčinovič
Kiril Pejčinovič, makedonsky Кирил Пејчиновиќ (1770? Tearce – 7. březen 1865 Lešok) byl severomakedonský kněz, spisovatel, představitel makedonského národního obrození. Psal především náboženskou literaturu.

## Život
Narodil se v obci Tearce asi 50 km severozápadně od Skopje, blízko hranice s Kosovem. Vzdělání získal ve Velkém klášteře na Athosu a pak strávil 18 let v klášteře sv. Dimitrije. Roku 1816 vydal spis Ogledalo (Zrcadlo), výklad textů evangelií a Starého zákona. Podstatné bylo, že Pejčinovič (spolu s Joachimem Krcovskim) patřil k prvním, kdo se rozhodli opustit tzv. vysoký sloh (tzn. starořečtinu či staroslověnštinu) a zvolili "nízký sloh", tedy nářečí lidí, mezi nimiž se pohybovali. Pejčinovič tak položil základ spisovné makedonštiny (užil tzv. dolnopolocký dialekt, jímž se mluvilo na severozápadě Severní Makedonie, který doplnil řadou prvků řeckých i tureckých, tzv. orientalismů). Jeho zájmy byly ovšem církevní a evangelizační, prozatím nikoli národní. O 24 let později ovšem vydal Utešenje grešnim, text, který měl již výraznější nacionální tón, neboť agitoval za boj proti turecké nadvládě, krom toho, že poskytoval rady, jak vést správný křesťanský život. Jeho třetím spisem bylo Žitie Kněza Lazara, což je hagiografický text. Vrcholným jeho dílem je báseň Epitaf, která se stala prvním projevem makedonsky psané moderní poezie.

### Epitaf
Báseň zní takto:
Теарце му негово рождение
Пречиста и Хилендар пострижение
Лешок му е негоо воспитание
Под плочава негоо почивание
От негово свое отшествие
До Христово второ пришествие
Молит вас бракя негои любимия
Хотящия прочитати сия
Да речете Бог да би го простил
Зере у гроб цръвите ги гостил
Овде лежи Кирилово тело
У манастир и у Лешок село
Да Бог за доброе дело.
"Tearce je jeho rodiště
v Prečistě a v Hilandaru se stal knězem
v Lešoku dostal vzdělání.
Pod tímto kamenem leží
od svého odchodu
do Kristova druhého příchodu.
Poprosil vás, milované bratry,
zda byste tohle všechno přečetli
a řekli: "Bůh zachraň jeho duši,
když jeho tělo v hrobě už sežrali červi."
Zde leží Kirilovo tělo
v tomto klášteře a obci Lešok,
ať Bůh požehná jeho dílo."